# 雲祥寺 (恵那市)
雲祥寺（うんしょうじ）は、岐阜県恵那市明智町吉良見にある臨済宗妙心寺派の寺院。山号は松林山。本尊は十一面観世音菩薩。

## 歴史
文禄4年（1595年） 祖文首座が小庵を営み、上村合戦で亡くなった遠山景行の位牌を密かに安置して供養していたという。
鷹狩の途中で偶然小庵に立寄った交代寄合の遠山方景が、そのことを知って、慶長15年（1610年）雲祥寺を開基することとなり、明知遠山氏の菩提寺である龍護寺を開山した三河三玄寺の五世の椽室宗採により開山した。
遠山方景より、寺領として山林9町歩、田畑1町歩が寄進され、住職には遠山姓と家紋の使用が許された。
慶長18年(1613年)9月7日に卒去した遠山方景の室(雲祥寺院傳殿月渓宗秋大禅定尼)の霊廟がある。
毎年命日には、江戸の旗本屋敷に居住する明知遠山氏の当主の代わりに明知陣屋の代官が代参をして法要を行った。
吉良見村は、明知遠山氏の家老であった串原遠山氏が所領とする村であった。
元和8年（1622年）に、串原遠山氏の遠山経景が吉良見村で没して火葬にされた。法名は健雲宗勇大禅定門、経景の嫡子の嘉兵衛、孫の七右衛門も雲祥寺を墓所とした。
現在、墓所として吉良見殿垣内の五輪塔3基が推定されるが、土地改良のために地形が変わり五輪塔も移動していて確認はできない。。なお経景は吉良見八幡神社の祭神ともなっている。
寛文11年（1671年）妙心寺の直末となる。
明治19年（1868年）6月、火災により全山を焼失し、惜しくも什宝であった方景の室の御長刀・御菓子盆、遠山経景の重藤弓、古記録などを失った。